# Fosse Barrois
Pour les articles homonymes, voir Barrois (homonymie).
La fosse Barrois ou Charles Barrois de la Compagnie des mines d'Aniche, située à Pecquencourt, est un ancien charbonnage du Bassin minier du Nord-Pas-de-Calais. La fosse est baptisée en l'honneur du géologue Charles Barrois. Les puits sont commencés en 1927 et 1928. La fosse commence à produire en 1931, il s'agit de la dernière fosse construite par la Compagnie des mines d'Aniche, mais aussi de la dernière à fermer. Des cités, des écoles et une église sont construites à proximité de la fosse.
La Compagnie des mines d'Aniche est nationalisée en 1946, et intègre le Groupe de Douai. Grâce au diamètre de ses puits de 5,10 mètres, et sa position centrale au nord de la concession, la fosse est choisie une dizaine d'années plus tard pour devenir, avec les fosses Gayant et no 9 de l'Escarpelle, un des sièges de concentration du Groupe de Douai. La tour du puits Barrois no 1 est construite par-dessus l'ancien chevalement en 1957, celle du puits Barrois no 2 cinq ans plus tard. La fosse Lemay est concentrée en 1964, la fosse Bonnel l'année suivante.
Un nouvel étage est préparé à partir de 1969, et commence à être exploité en 1972. En 1978, à la suite de la fermeture de la concentration Gayant, la fosse Déjardin est concentrée sur la fosse Barrois. La production est réduite dans les années 1980. La fosse ferme le 30 juin 1984, les puits de la concentration sont remblayés en 1985. Le lavoir continue de fonctionner jusqu'à la fin de la décennie en retraitant les terrils aux alentours. Les tours d'extraction sont détruites en juin et juillet 1991.
Au début du XXIe siècle, Charbonnages de France matérialise les têtes des puits Barrois nos 1 et 2. Les seuls bâtiments subsistants sont le logement du concierge, les bureaux, et les ateliers. Les cités ont été rénovées. Les terrils cavaliers nos 250, 253 et 256 sont des sentiers de promenade, le terril no 143A une zone naturelle protégée, comme le terril no 143, qui accueille en plus une station d'épuration expérimentale. Une zone industrielle est en préparation sur le carreau de fosse en 2010 et 2011. Les terrils nos 143 et 143A, la cité-jardin Barrois, la cité-jardin de Montigny, ses écoles, son église Saint-Charles, le dispensaire de la Société de Secours Minière, le château Lambrecht, et la cité-jardin du Moucheron ont été classés le 30 juin 2012 au patrimoine mondial de l'Unesco.

## La fosse
Après la mise en service de la fosse Delloye en 1927, la Compagnie des mines d'Aniche décide d'ouvrir une fosse dans une partie encore non exploitée du gisement, à Pecquencourt, près de Montigny-en-Ostrevent, à 2 350 mètres à l'ouest-nord-ouest de la fosse Lemay, et à 2 245 mètres à l'est-sud-est de la fosse Bonnel.

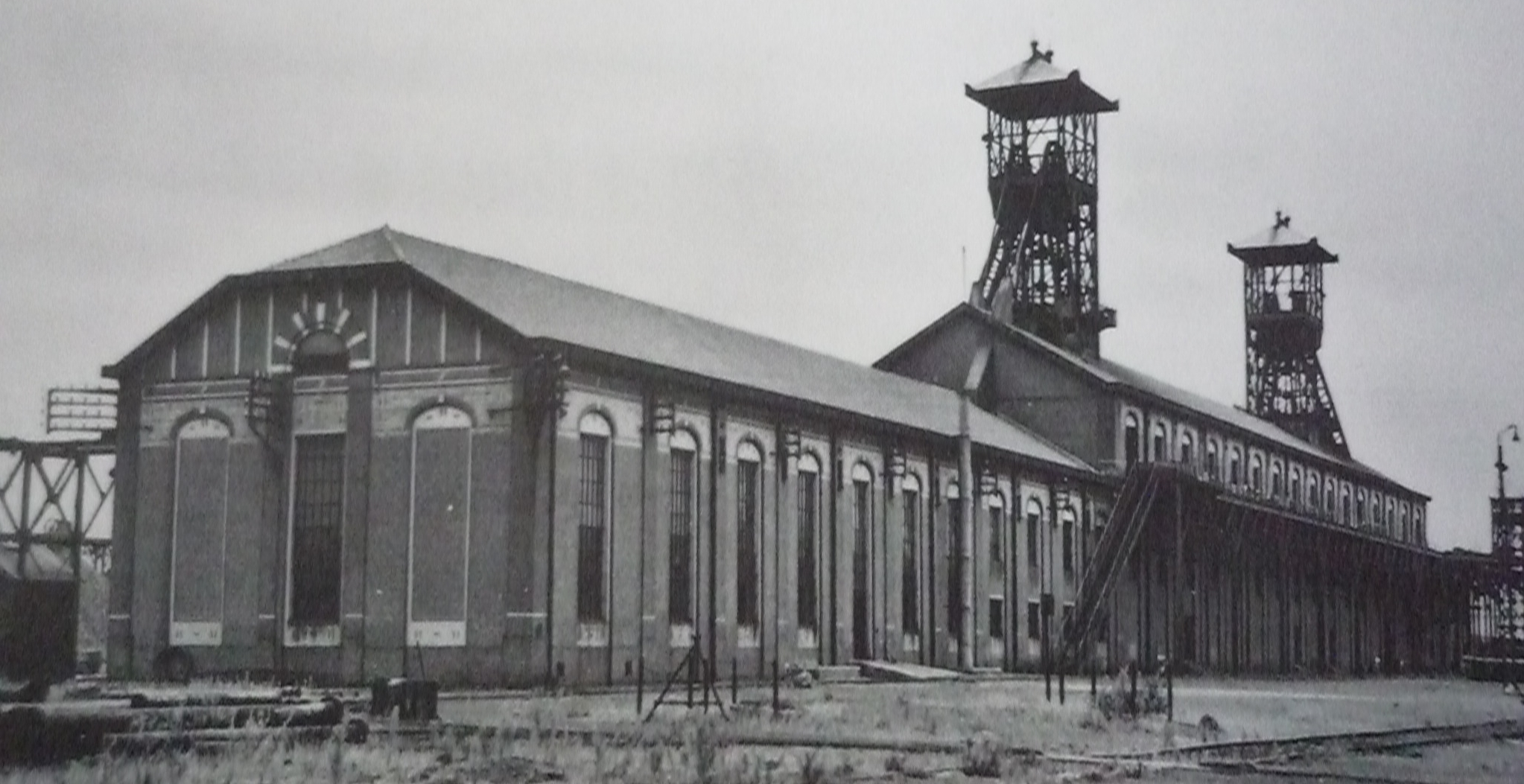
La fosse Barrois à son ouverture.

### Fonçage
La fosse Barrois est commencée en 1927, elle est nommée en l'honneur de Charles Barrois, un géologue célèbre. Le puits no 1 a un diamètre de 5,10 mètres. Le cuvelage est en fonte de 2,84 à 99,34 mètres. Le terrain houiller a été atteint à 150,90 mètres.
Le fonçage du puits Barrois no 2 débute en 1928 au même diamètre, à 55 mètres à l'ouest du premier puits. Le cuvelage est en fonte de 2,93 à 99,44 mètres. Le terrain houiller a été atteint à 151,20 mètres.

### Exploitation
L'extraction commence en 1931, le puits no 1 est entrée d'air, le puits no 2 retour d'air. La Compagnie des mines d'Aniche est nationalisée en 1946, et intègre le Groupe de Douai.

### Siège de concentration
En 1957, une tour d'extraction en béton armé haute de 53,40 mètres est mise en place par-dessus le chevalement métallique du puits no 1. Le chevalement n'est pas démoli, juste amputé de sa toiture. Le puits no 2 est équipé de manière identique en 1962. Cette année, les fosses Bonnel et Lemay sont reliées entre elles par une bowette longue de 1 450 mètres, à la profondeur de 286 mètres. La fosse Bonnel est concentrée deux ans plus tard, et la fosse Lemay en 1965.
Dès 1969 des travaux sont entrepris à la concentration Barrois dans le but de préparer le futur étage d'extraction à la profondeur de 476 mètres. À partir de l'étage de 396 mètres, la côte de 476 mètres a été atteinte en deux points. À la fosse Bonnel, par le raval du puits no 1. Le tronçon est équipé en bure pour le creusement des bowettes de l'étage futur. Sa mise en service a eu lieu lors de la seconde quinzaine de janvier 1969. À la fosse Barrois, un bure de 80 mètres a été foncé, et équipé dans le courant d'octobre 1968, les cages ont été installées en novembre. Les bowetteurs ont ensuite attaqué la liaison Barrois-Bonnel. Cette bowette est destinée à être une véritable dorsale de l'étage futur. Des bowettes partant en direction des chantiers d'exploitation vont se greffer dessus. Elle a été creusée en majeure partie par les ouvriers de Barrois. la tranche d'exploitation actuelle et la précédente ont 55 mètres de relevée. La future relevée d'étage atteindra 80 mètres. Les tailles seront par conséquent plus longues et leur capacité journalière de production augmentera. Pour l'extraction de toutes les ressources du nouvel étage, estimées à six millions de tonnes, le puits Barrois no 2 est approfondi de 140 mètres, compte tenu du bougnou nécessaire pour la boucle du câble d'équilibre, et pour les dispositifs de tension des câbles-guides. Cette opération doit être terminée pour le 1er juillet 1972, date à laquelle le charbon va remonter de la première taille ouverte à ce nouvel étage.
Lorsque la fosse Gayant à Waziers ferme le 31 mars 1978, la fosse Déjardin est concentrée sur la fosse Barrois, et la production remonte par le puits Barrois no 2. La production baisse d'année en année.
La fosse Barrois ferme le 30 juin 1984, après avoir produit 19 000 000 tonnes. Les puits, ainsi que ceux des fosses Lemay, Bonnel et Déjardin, sont remblayés en 1985,. Les tours sont dynamitées en juin et en juillet 1991.

### Reconversion
Au début du XXIe siècle, Charbonnages de France matérialise la tête de puits. Le BRGM y effectue des inspections chaque année.

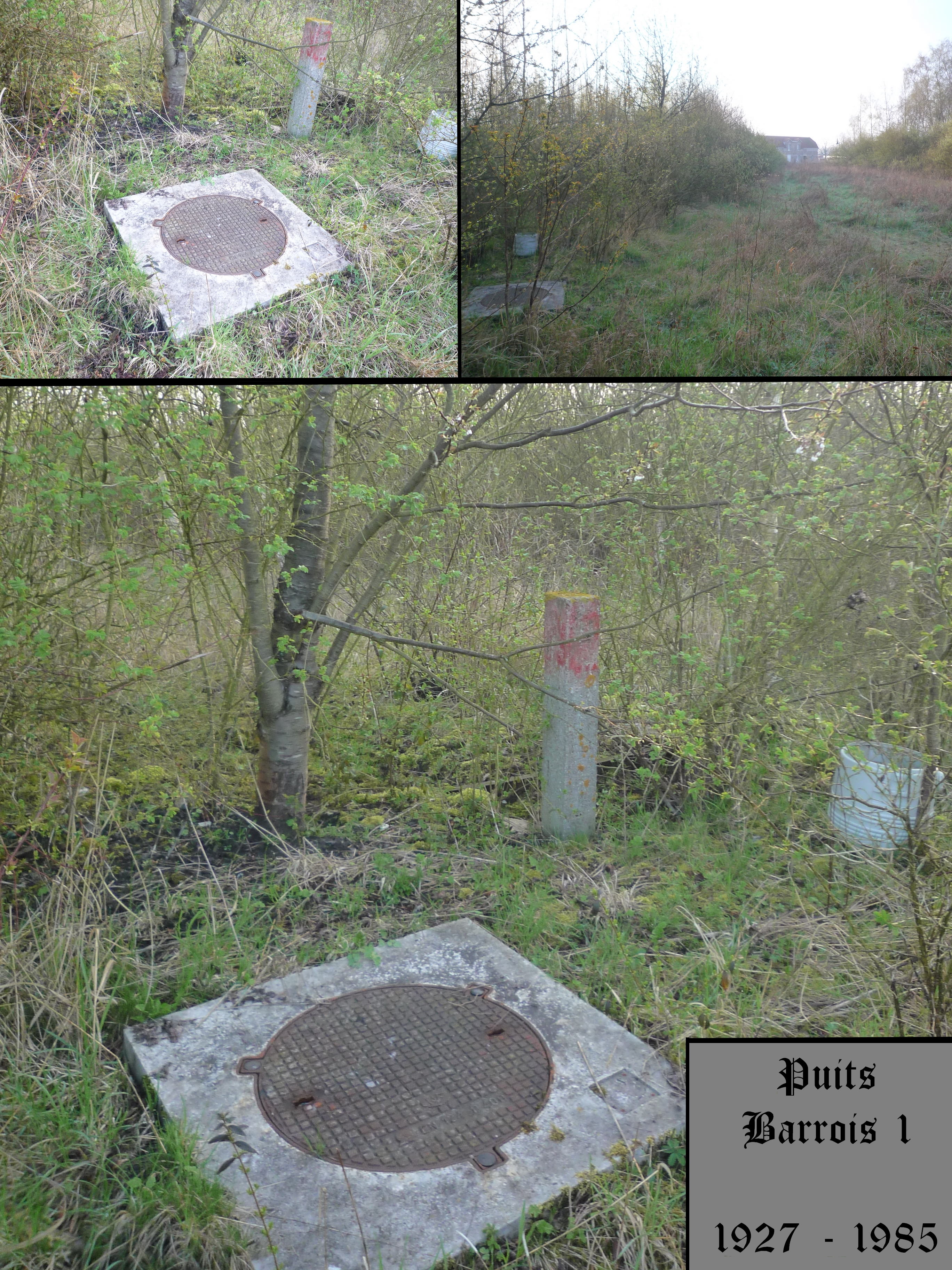
Le puits Barrois no 1.
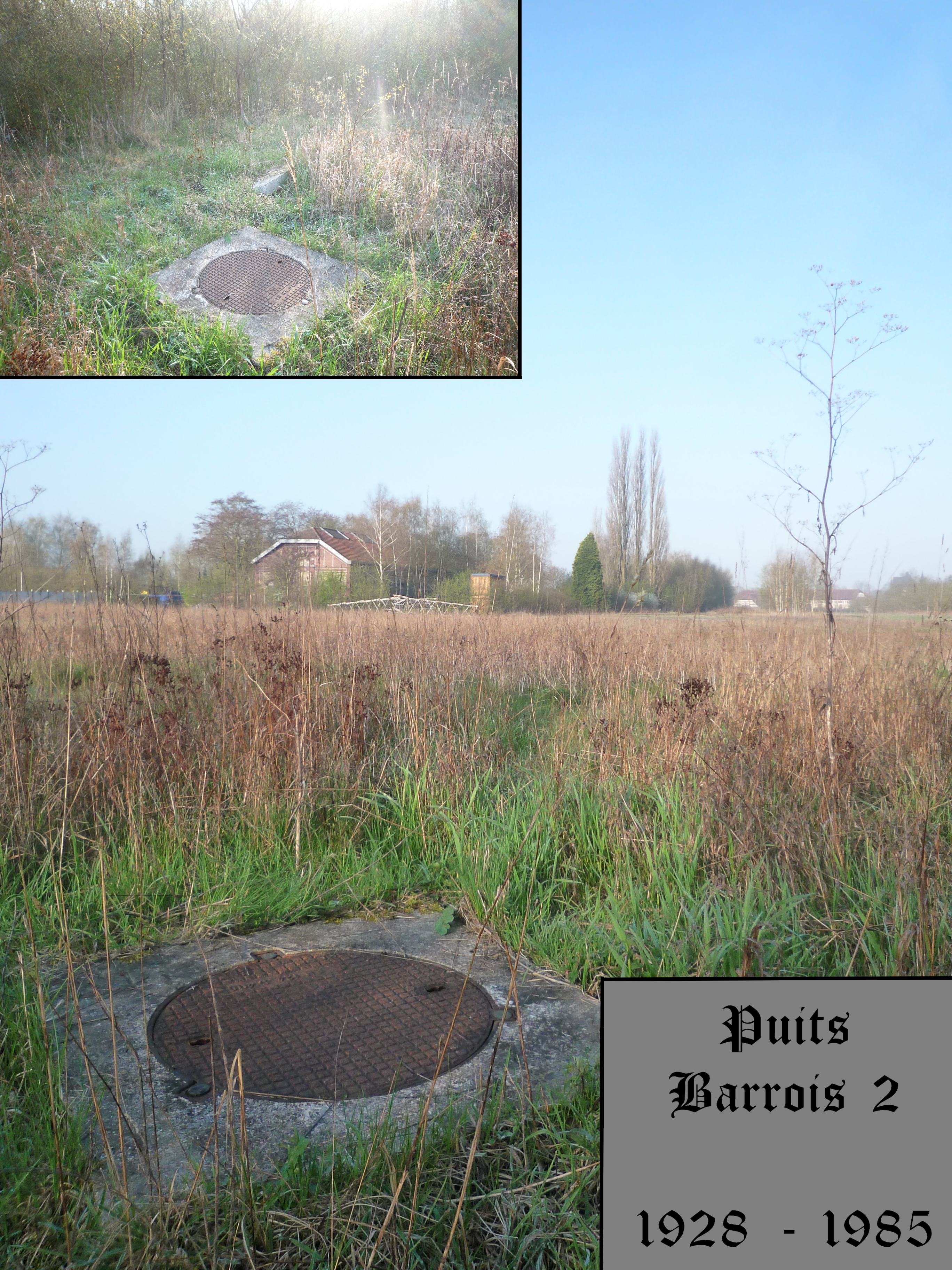
Le puits Barrois no 2.
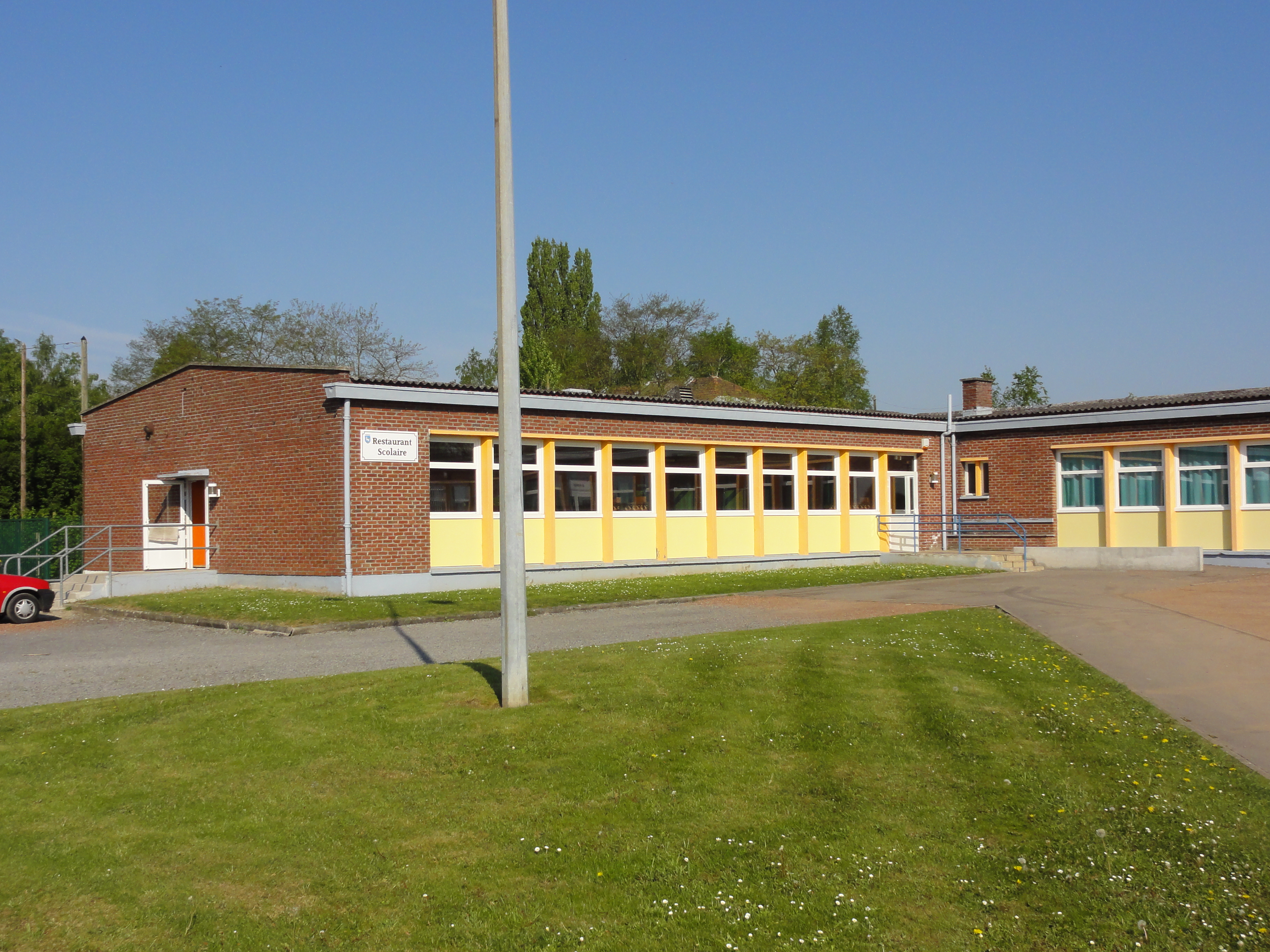
Les bureaux.
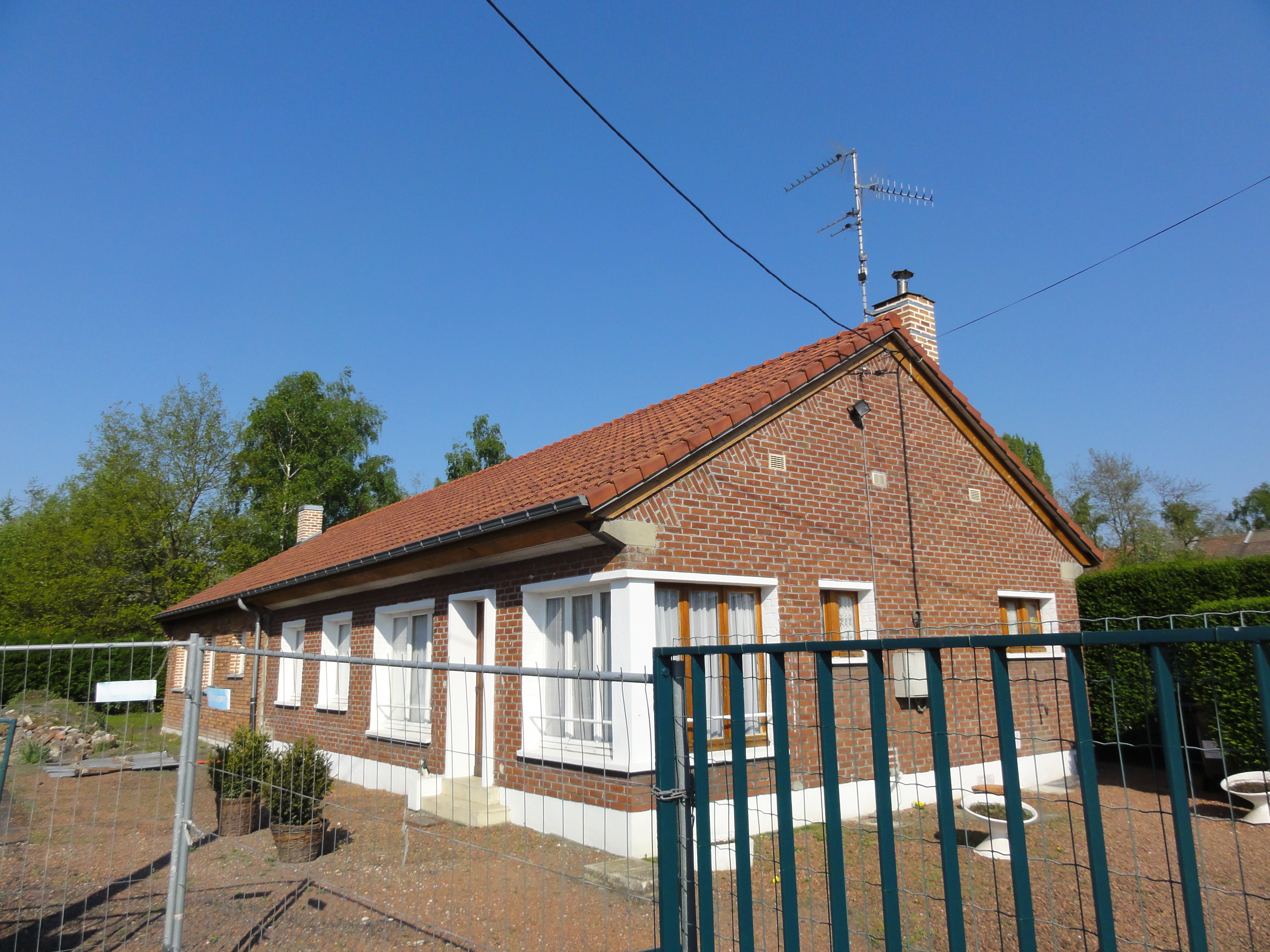
La maison du concierge.
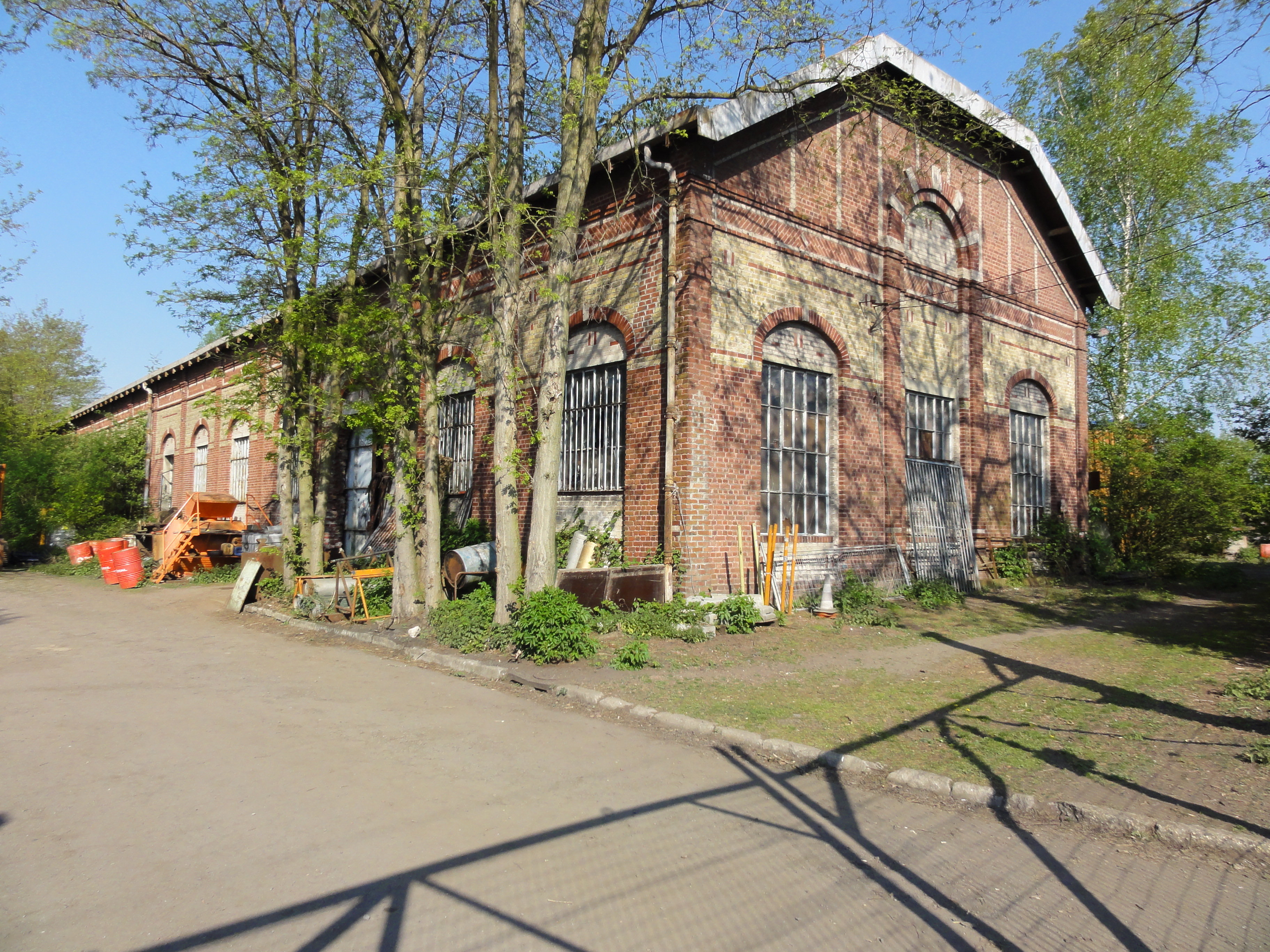
Un atelier.
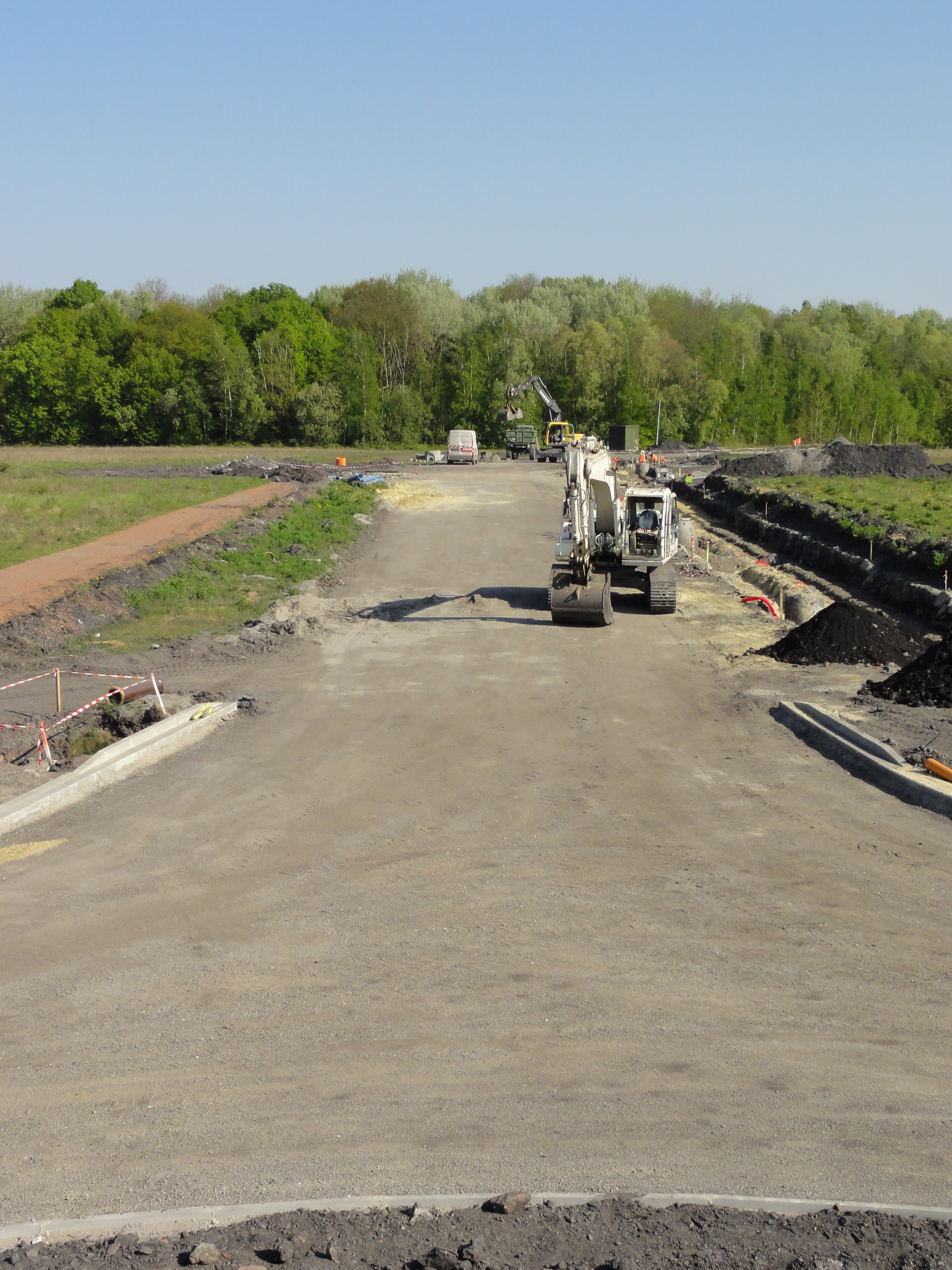
Le carreau de fosse en travaux.

## Le lavoir
Un nouveau lavoir est mis en service en 1964. Il permet de traiter tous les charbons maigres du Groupe de Douai, dont le diamètre est supérieur à vingt millimètres. Les calibres inférieurs sont traités aux Usines de La Renaissance à Somain.

## Les terrils
L'exploitation de la fosse puis de la concentration Barrois a donné lieu à la formation de deux terrils. Lors de la construction de la fosse, ce sont trois terrils cavaliers qui ont été créés pour faire passer les voies ferrées en hauteur. Les terrils nos 143 et 143A font partie des 353 éléments répartis sur 109 sites qui ont été classés le 30 juin 2012 au patrimoine mondial de l'Unesco. Ils constituent le site no 29.

### Terrilno143, Germinies Sud

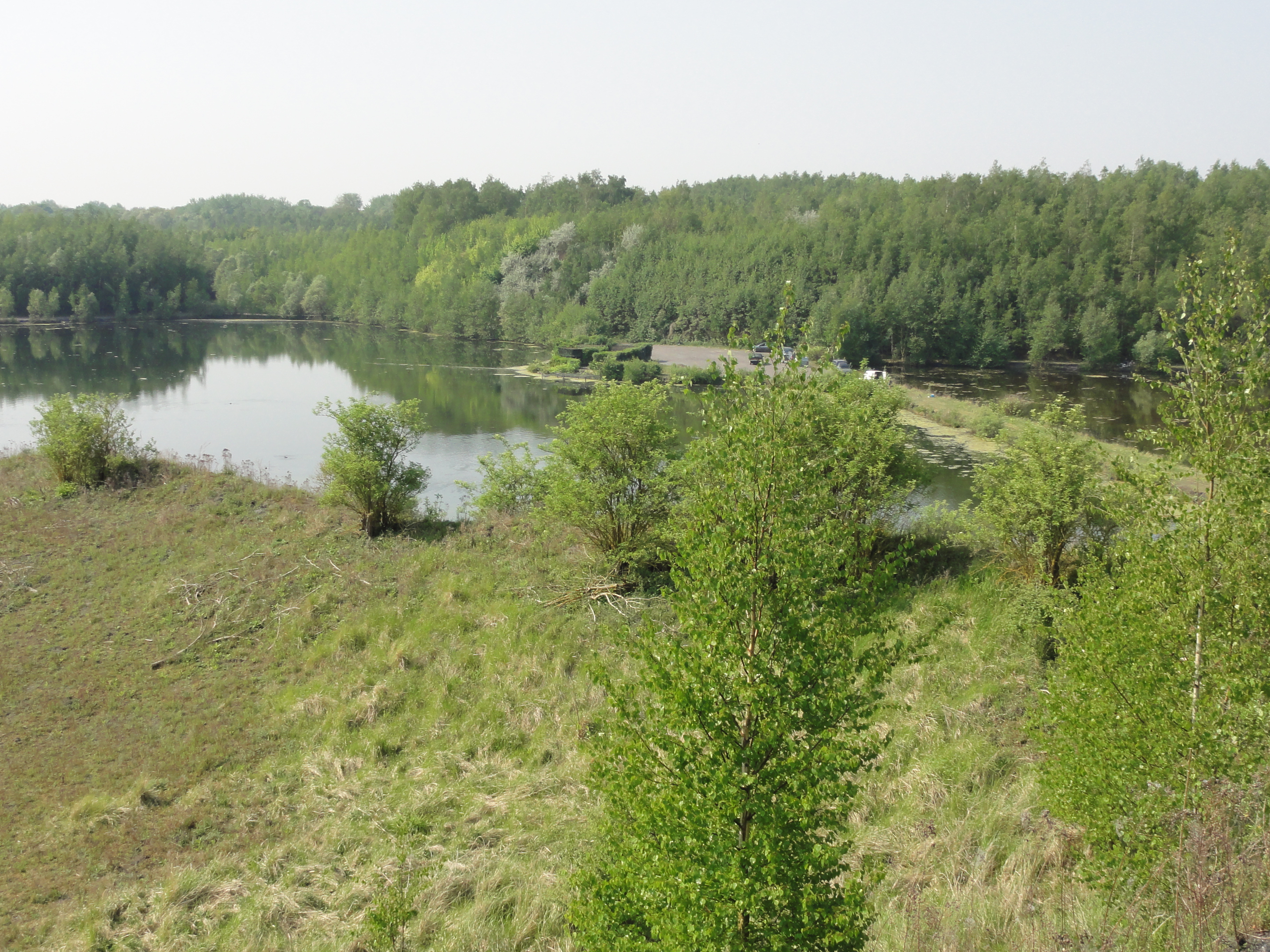
Le terril Germinies Sud.

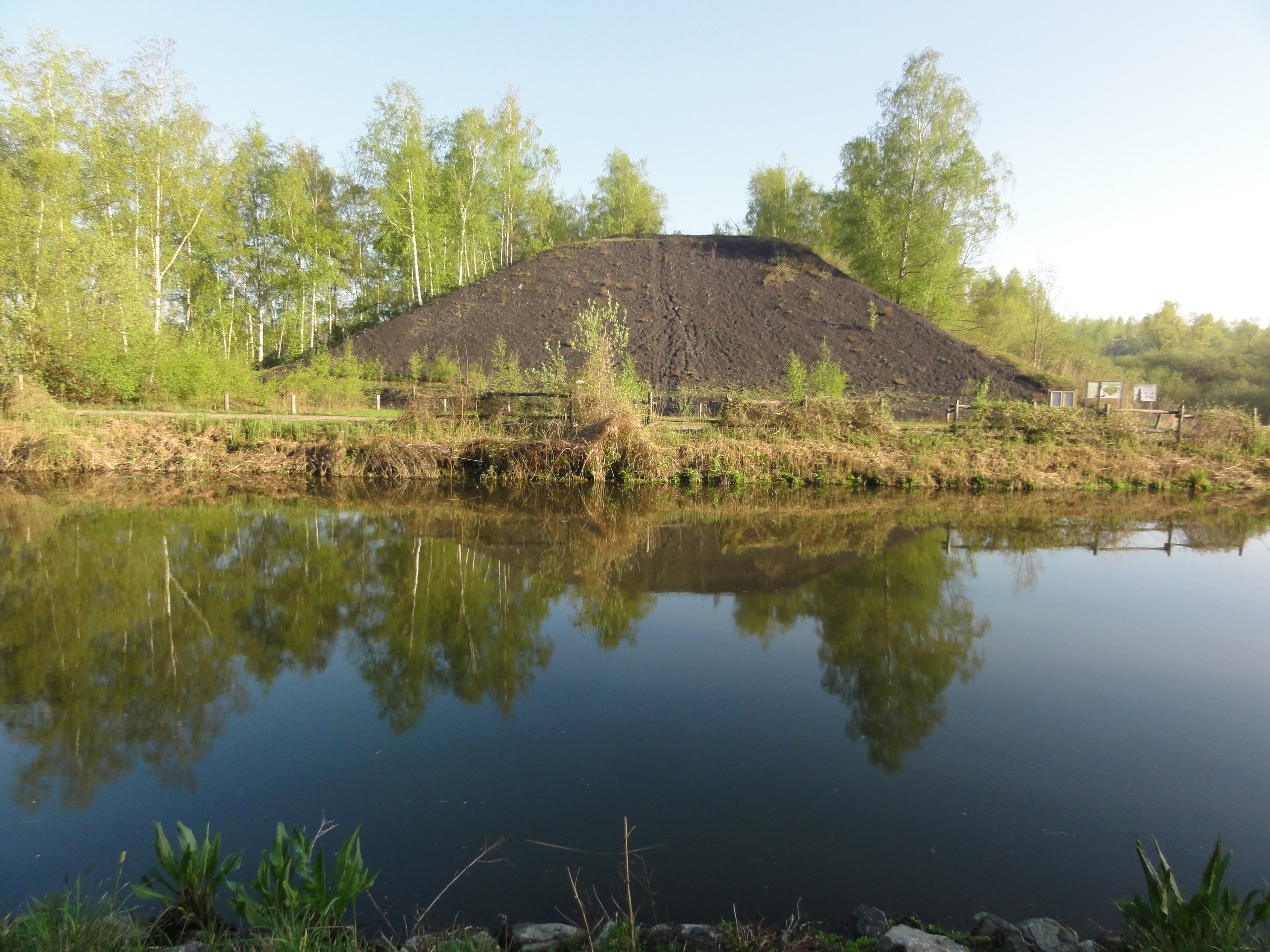
Le terril Germinies Nord.

50° 23′ 08″ N, 3° 11′ 25″ E
Le terril no 143, Germinies Sud, situé à Pecquencourt, est un immense terril tabulaire alimenté par la fosse Barrois, puis indirectement par les autres fosses de la concentration, Lemay, Bonnel, et Déjardin. Entièrement boisé, le site sert en partie de station d'épuration expérimentale.

### Terrilno143A, Germinies Nord
50° 23′ 45″ N, 3° 11′ 49″ E
Le terril no 143A, Germinies Nord, situé à Flines-lez-Raches et Marchiennes, est un immense terril tabulaire alimenté par la fosse Barrois des mines d'Aniche, puis indirectement par les autres fosses de la concentration, Lemay, Bonnel, et Déjardin. Le site est intégralement préservé et est devenu une réserve naturelle. Il comporte une autre dénomination du terril Germinies Sud puisqu'il a été établi au-delà de la Scarpe, il s'agit donc d'un autre terril.

### Terrilno250, Cavalier de Bonnel à Barrois

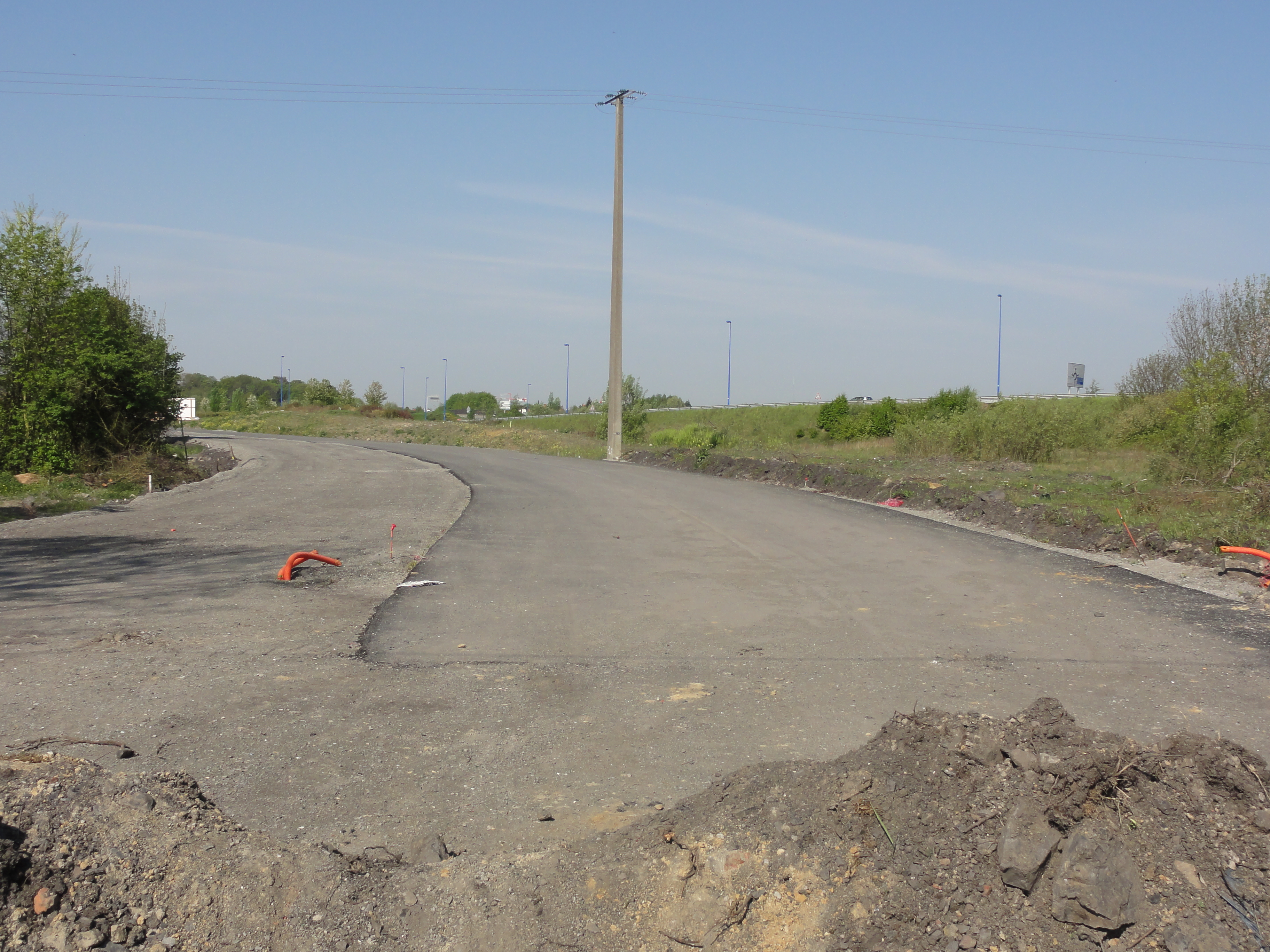
Le terril cavalier de Bonnel à Barrois.

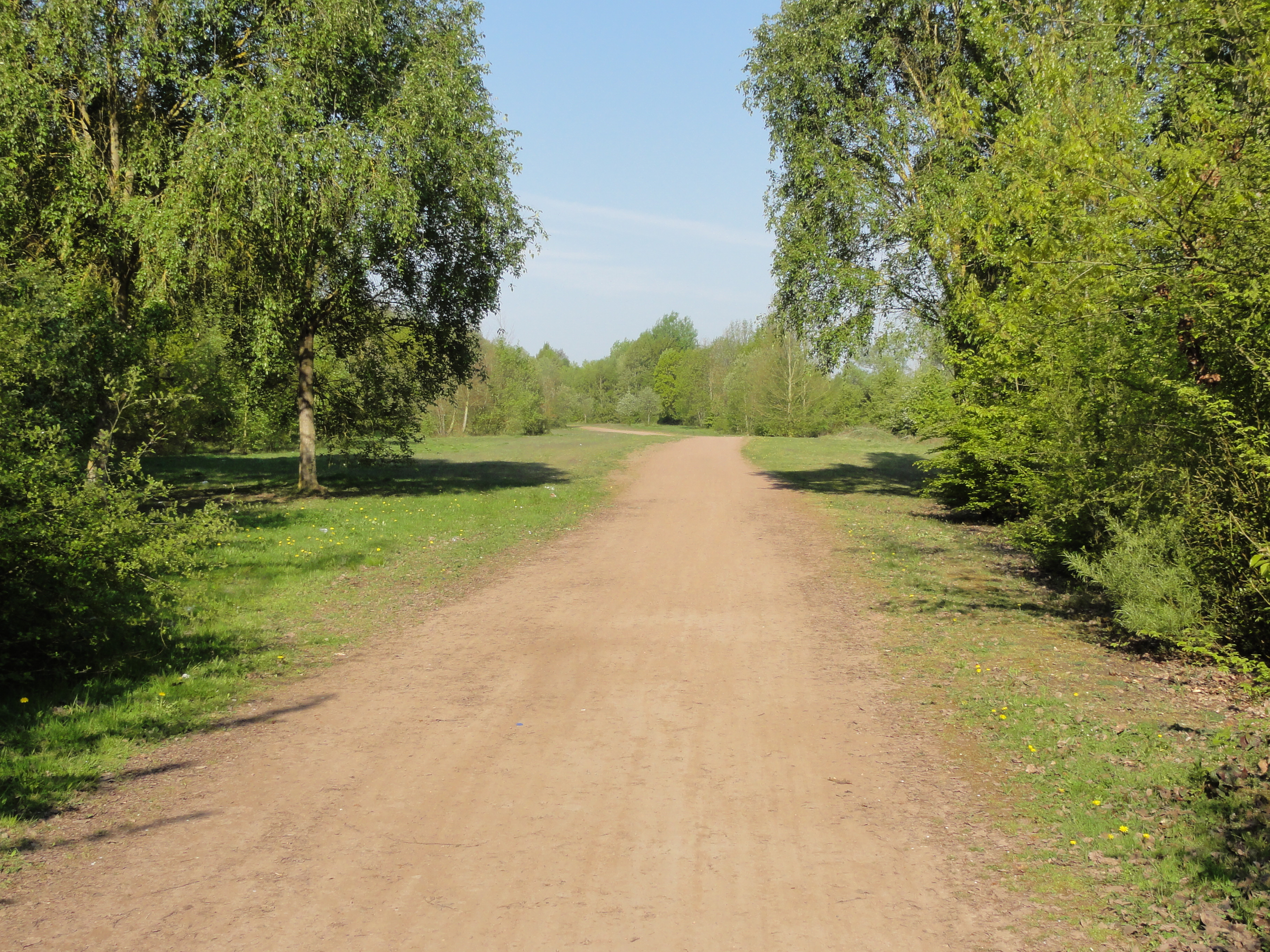
Le terril cavalier Barrois Lemay.

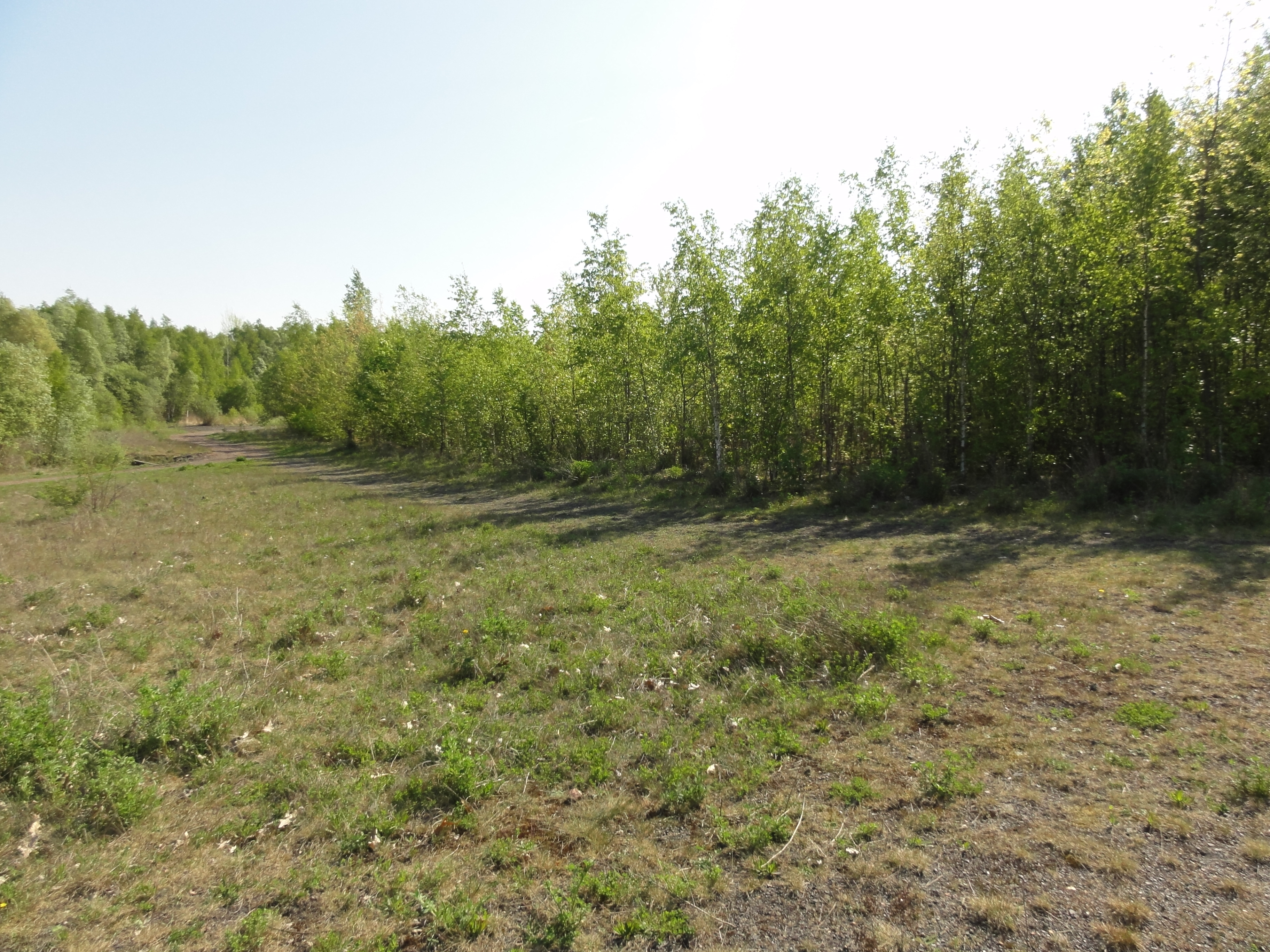
Le terril cavalier Triangle Barrois.

50° 22′ 39″ N, 3° 10′ 50″ E
Le terril no 250, Cavalier de Bonnel à Barrois, situé à Lallaing, est un terril cavalier exploité, qui reliait la fosse Bonnel à la fosse Barrois.

### Terrilno253, Cavalier Barrois Lemay
50° 22′ 15″ N, 3° 13′ 10″ E
Le terril no 253, Cavalier Barrois Lemay, situé à Pecquencourt, est le terril cavalier reliant la fosse Barrois à la fosse Lemay. En grande partie exploité, il ne subsiste que dans l'enceinte du stade de Pecquencourt, bien qu'il soit possible de le suivre au niveau du sol entre les deux fosses.

### Terrilno256, Cavalier Triangle Barrois
50° 22′ 31″ N, 3° 11′ 45″ E
Le terril no 256, Cavalier Triangle Barrois, situé à Pecquencourt, est un terril cavalier raccordant la fosse Barrois et la ligne Somain - Douai (Nord) aux terrils nos 143 et 143A, Germinies Sud et Germinies Nord.

## Les cités
Les cités de la fosse Barrois sont construites à Pecquencourt et à Montigny-en-Ostrevent. La Compagnie a construit des habitations que l'on peut retrouver dans ses autres cités, mais il existe une très grande variété architecturale dans les cités de la fosse Barrois. Après la nationalisation, des habitations ont également été construites, notamment sur le territoire de Lallaing. Il s'agit essentiellement de camus hauts et de camus bas[Quoi ?].
En 2012, il ne subsiste plus qu'un camus haut, reconverti depuis des décennies en mosquée, des camus bas sont rénovés, alors que d'autres sont détruits. Un incendie détruit le 25 janvier 2012 à onze heures un îlot de quatre habitations, cinq personnes sont légèrement intoxiquées,.
La cité-jardin de Montigny, ses écoles, son église Saint-Charles, le dispensaire de la Société de Secours Minière, le château Lambrecht, et la cité-jardin du Moucheron, font partie des 353 éléments répartis sur 109 sites qui ont été classés le 30 juin 2012 au patrimoine mondial de l'Unesco. Ils constituent le site no 31. La cité-jardin Barrois bénéficie du même classement et constitue le site no 30.

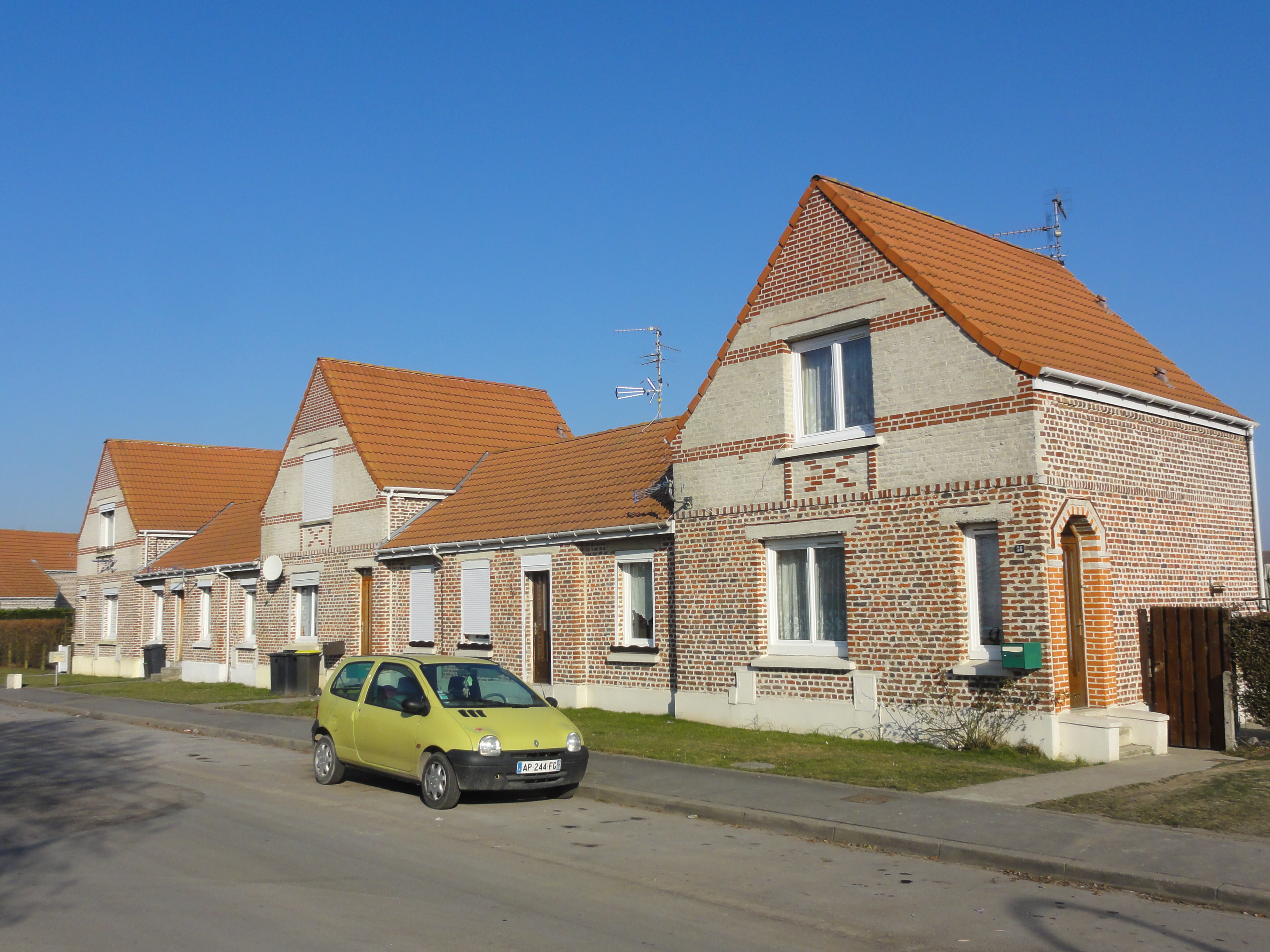
Des habitations groupées par cinq.
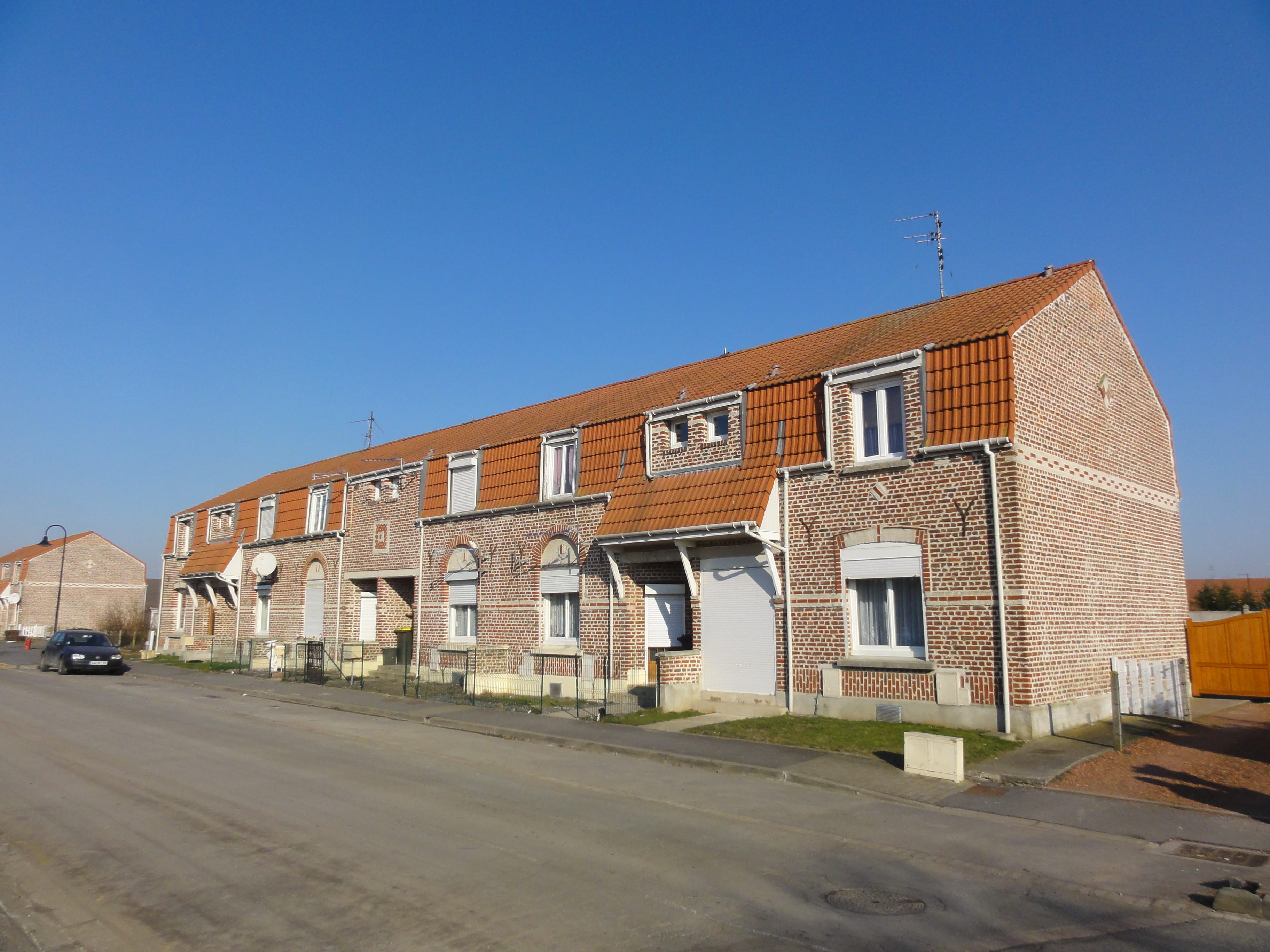
Des habitations groupées par six.
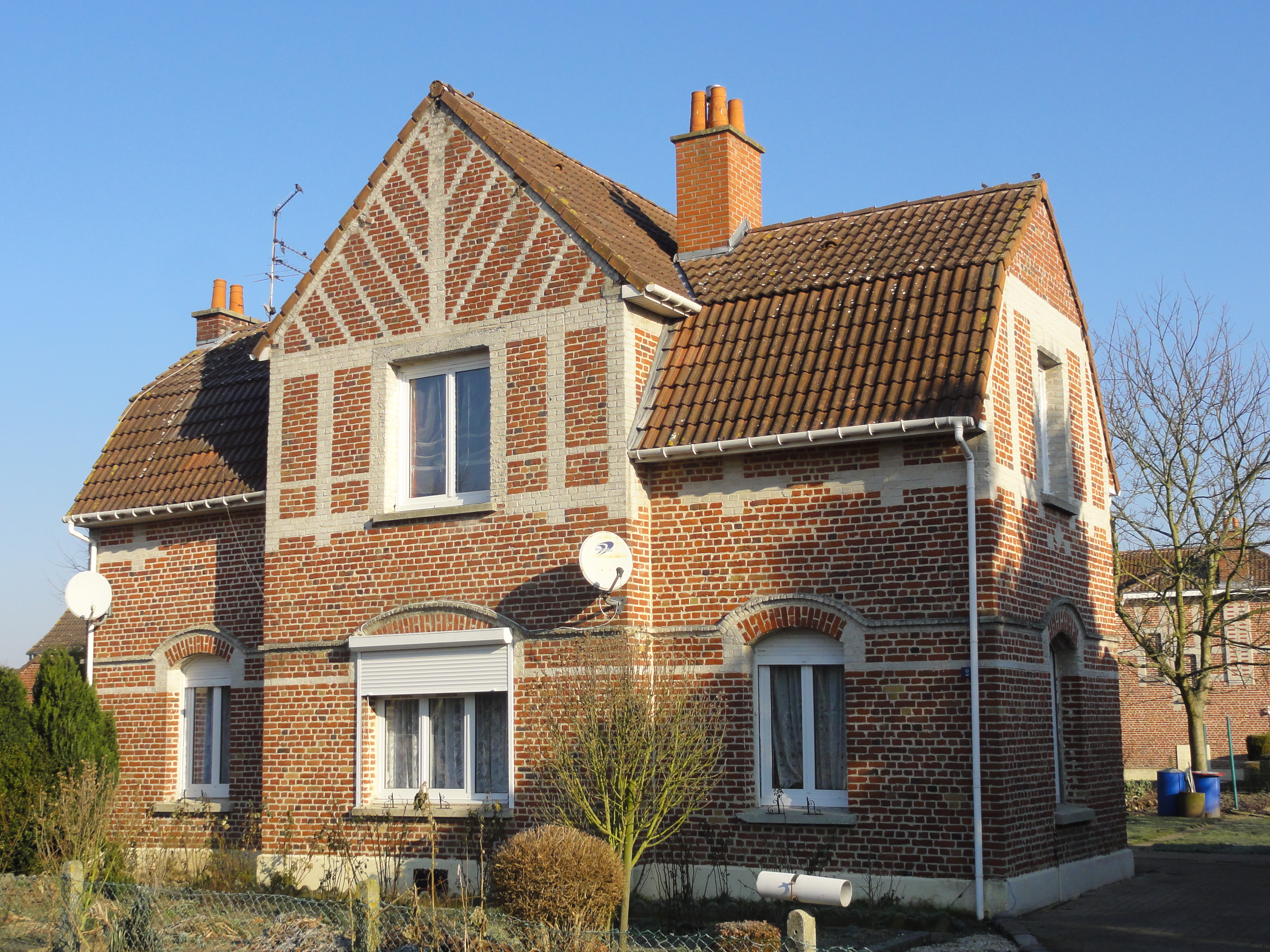
Des habitations groupées par deux.
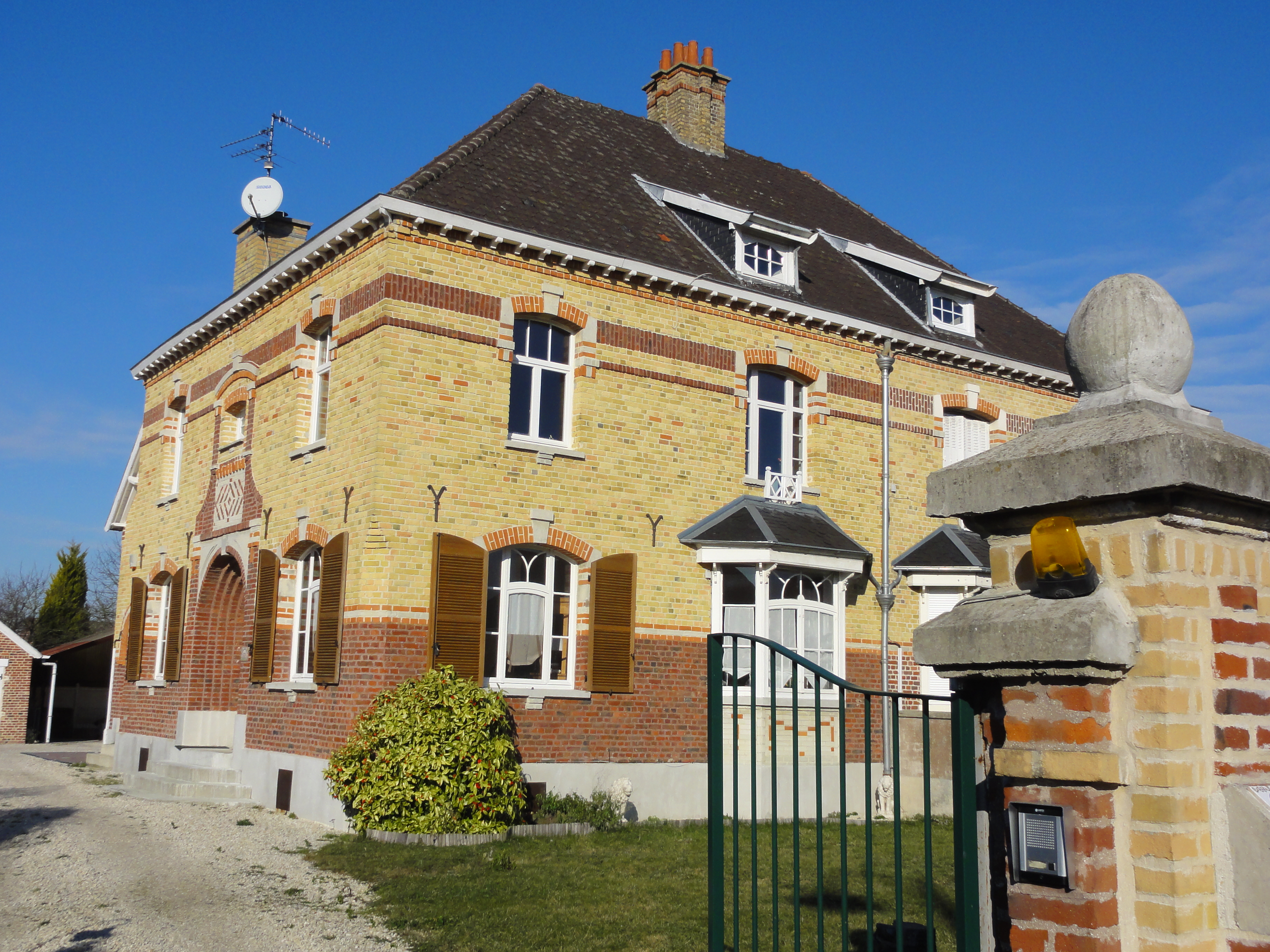
Des habitations d'ingénieurs.
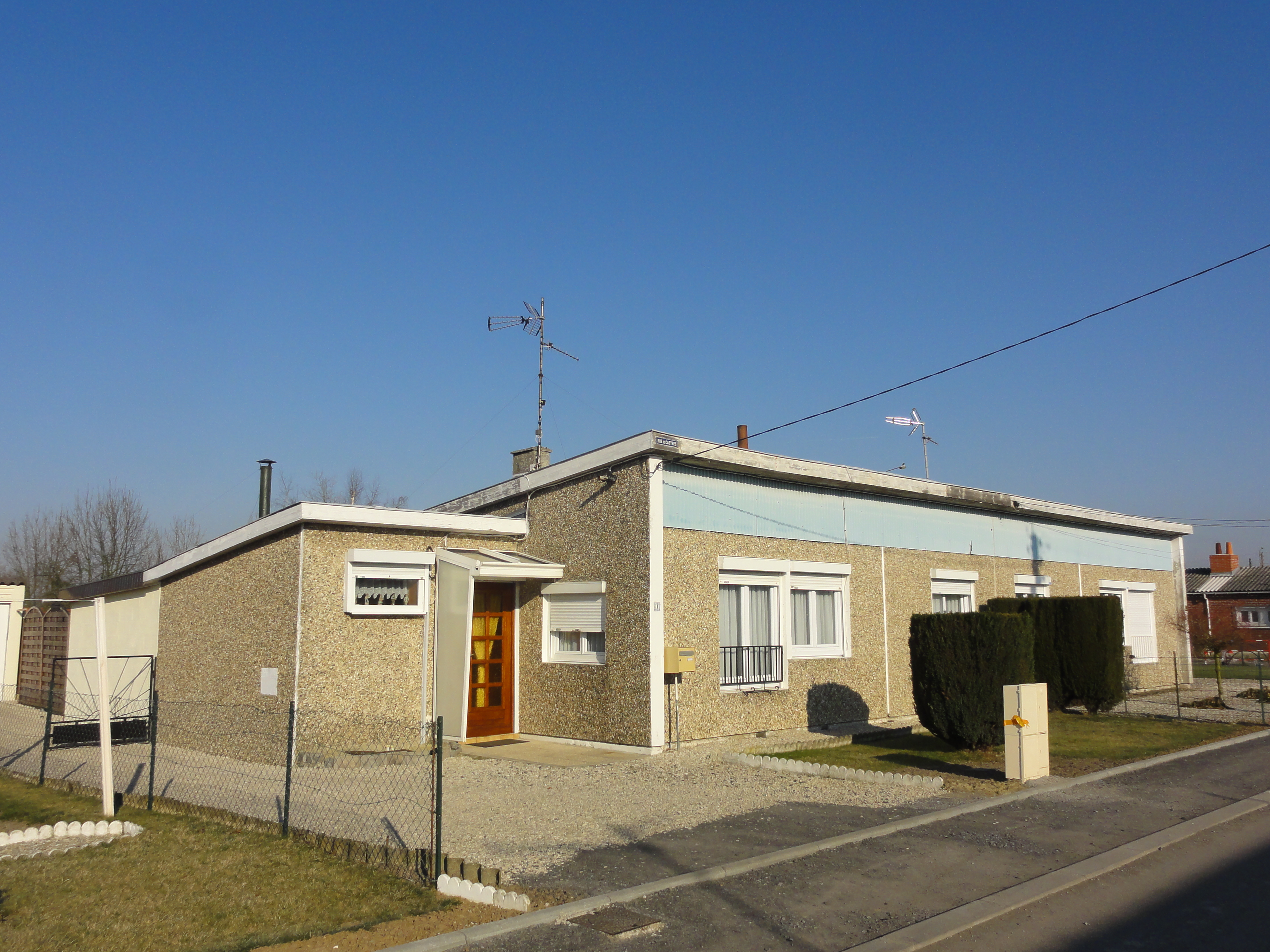
Des camus bas.
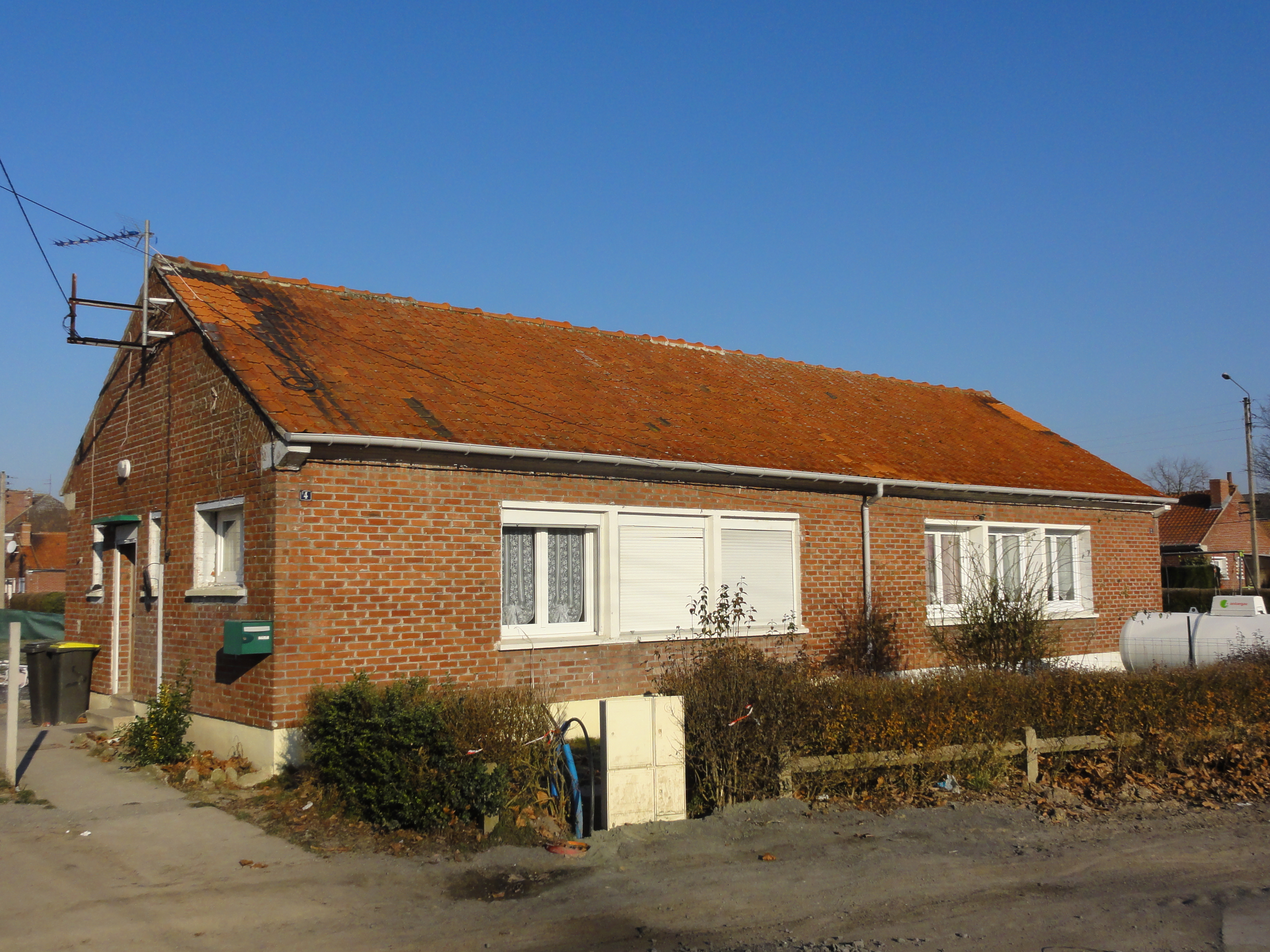
Des habitations post-nationalisation.

### L'église Saint-Charles
50° 22′ 24″ N, 3° 11′ 15″ E
L'église Saint-Charles, baptisée en l'honneur de Charles Barrois, comme la fosse, a été construite en 1935 pour la communauté polonaise. Un clocher devait initialement être bâti sur la droite de l'édifice, mais ne l'a pas été par crainte des affaissements miniers.

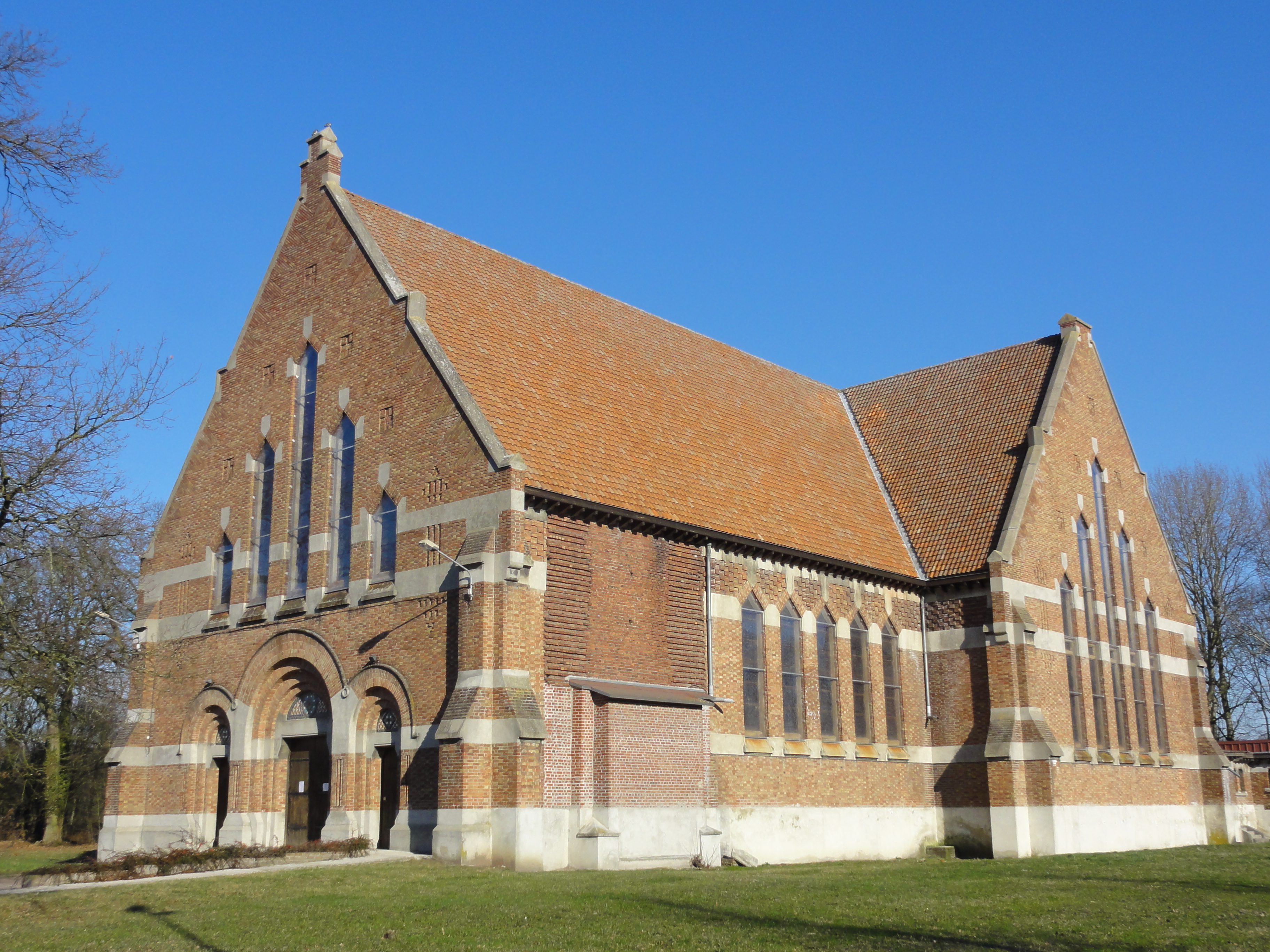
Vue générale de l'édifice.
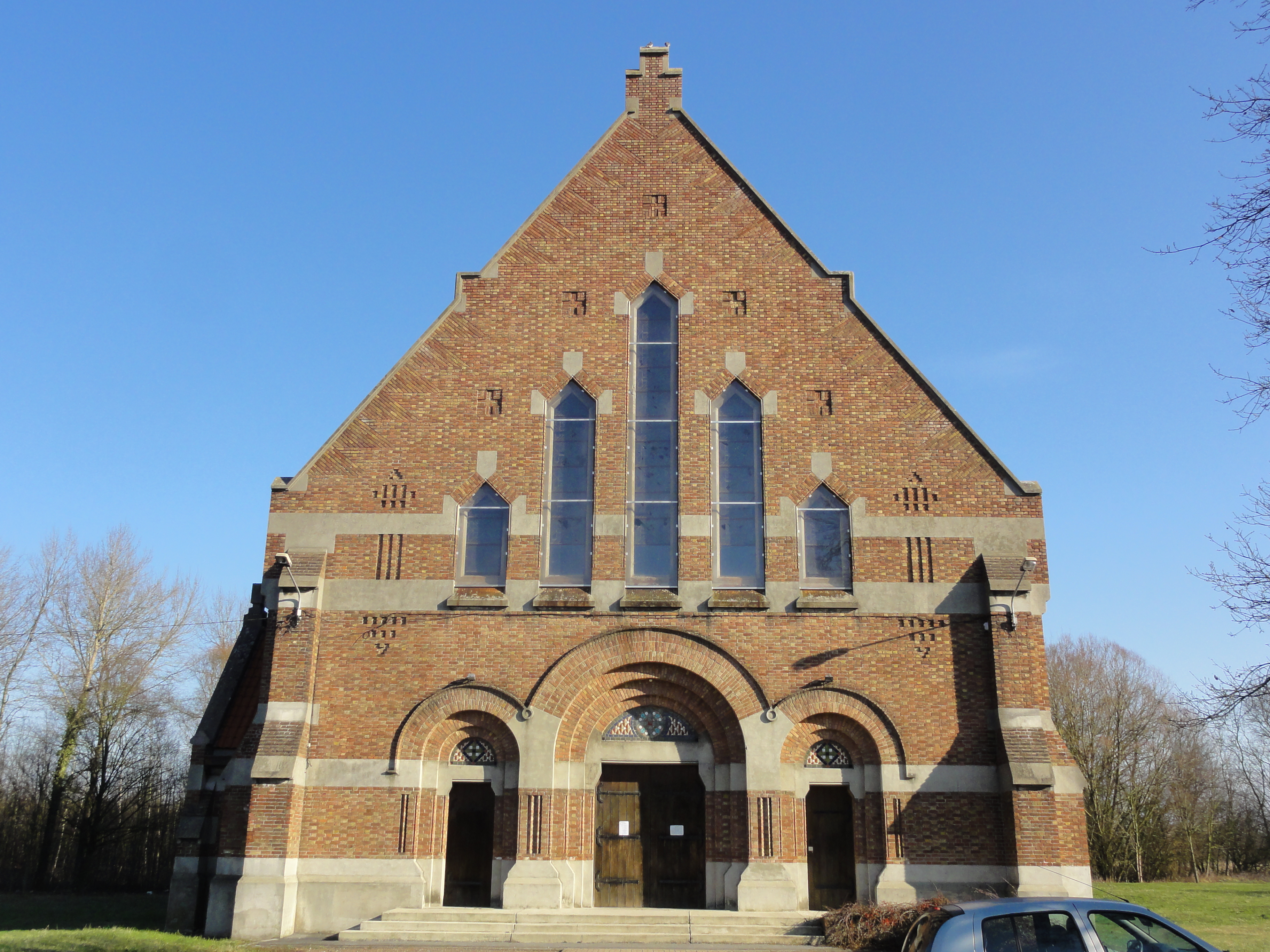
Le fronton.
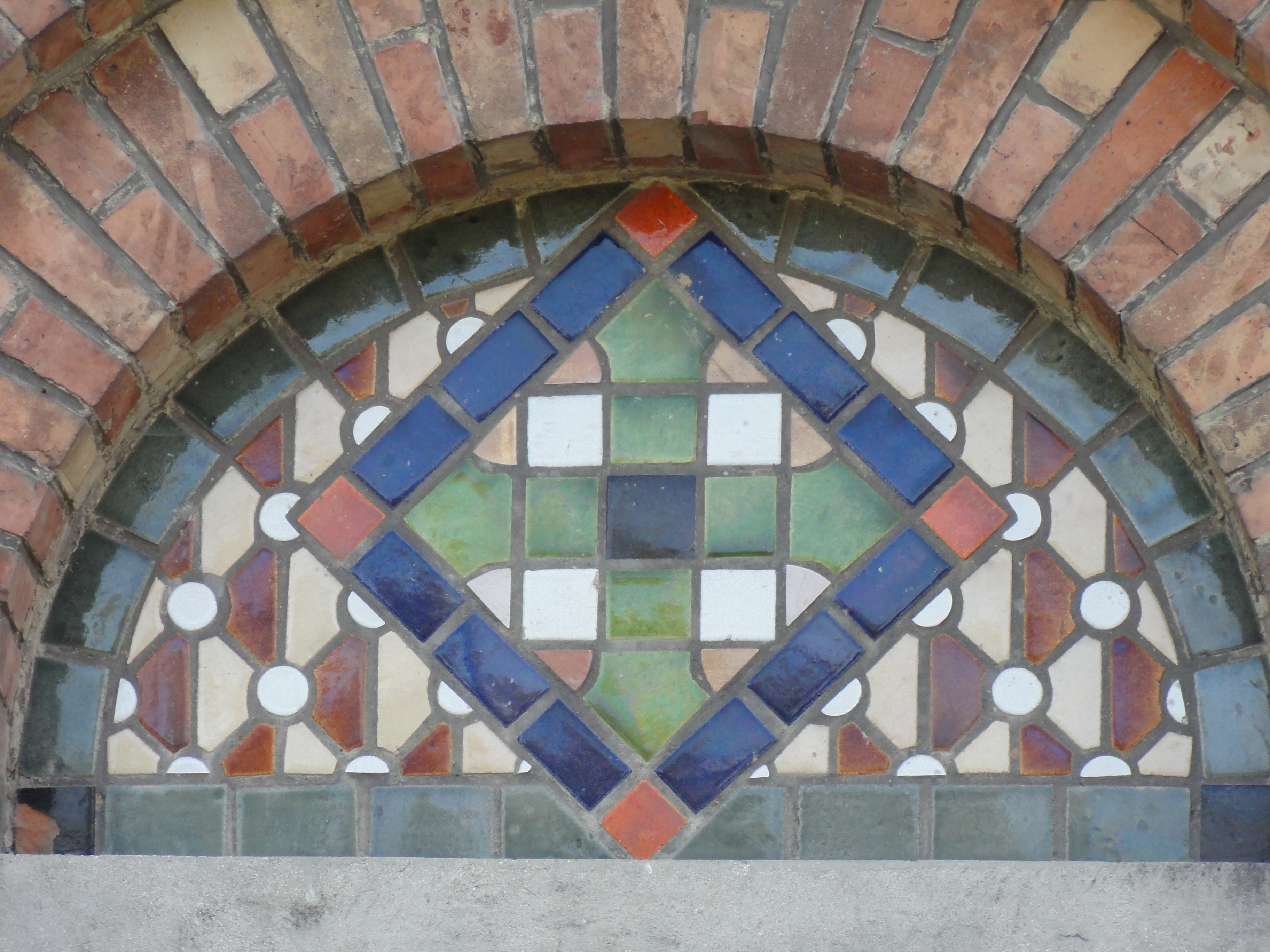
Détail d'une mosaïque.
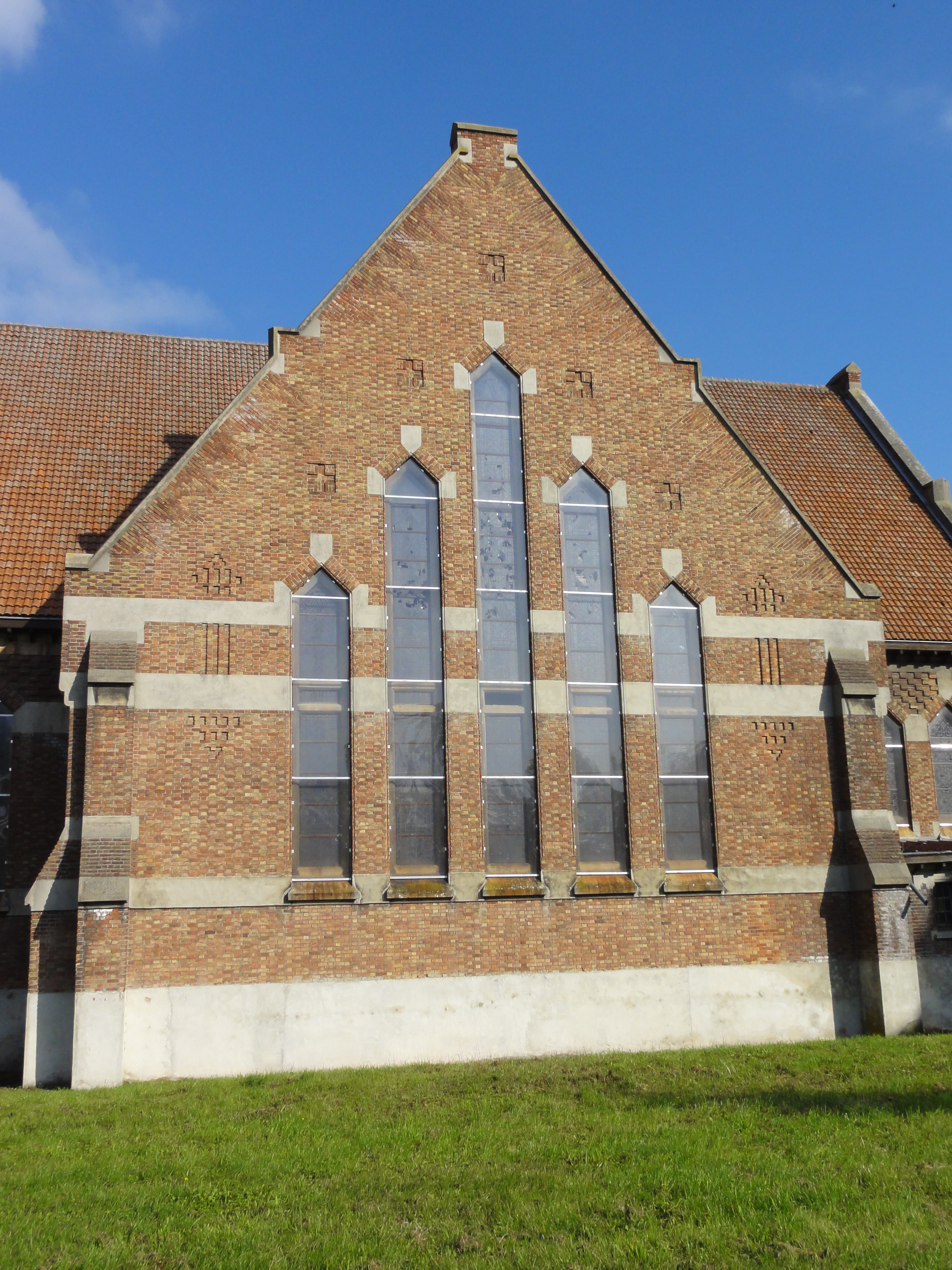
Le côté est.
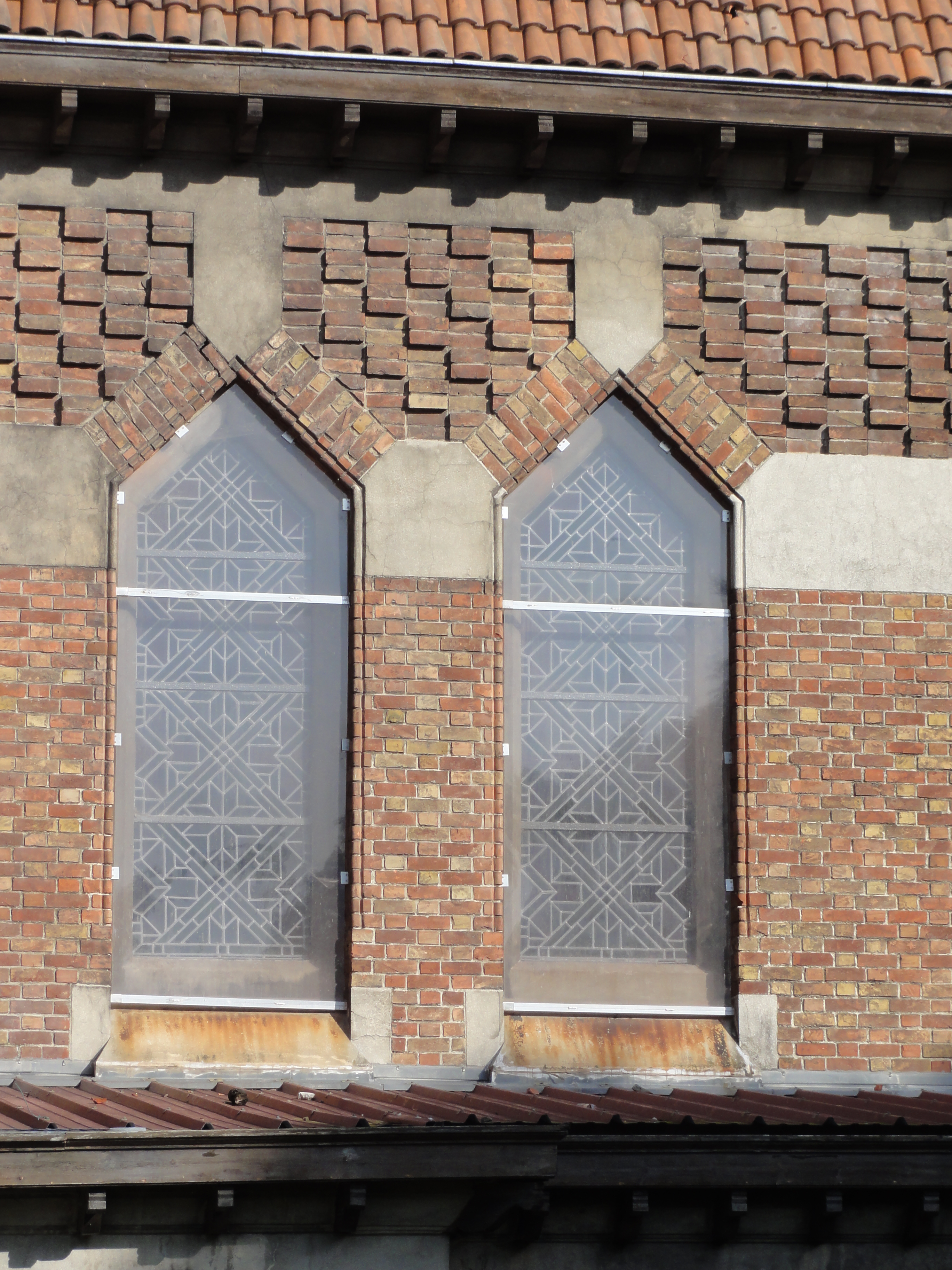
Détail des fenêtres.
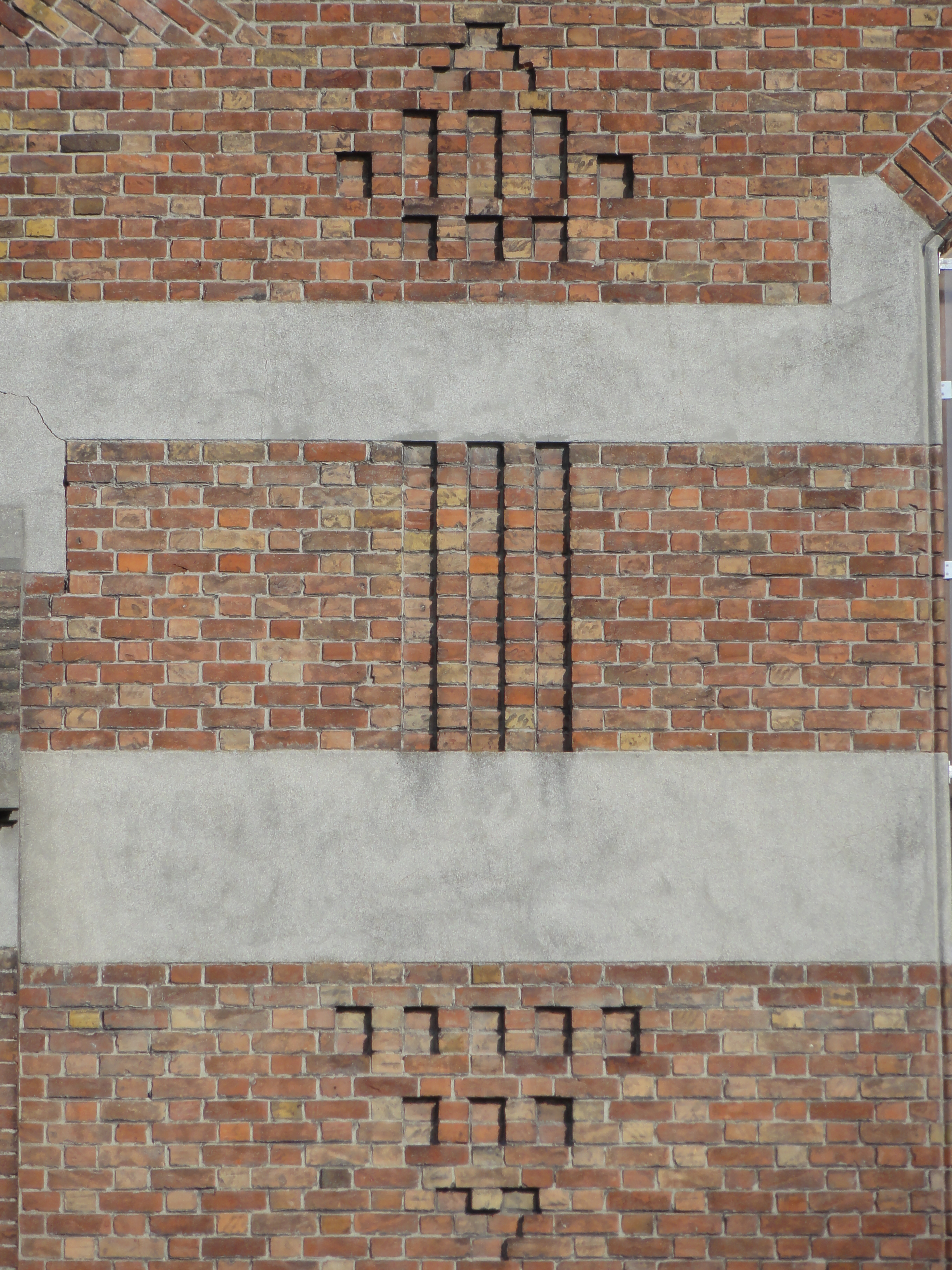
Détail d'un motif en briques.

### Les écoles

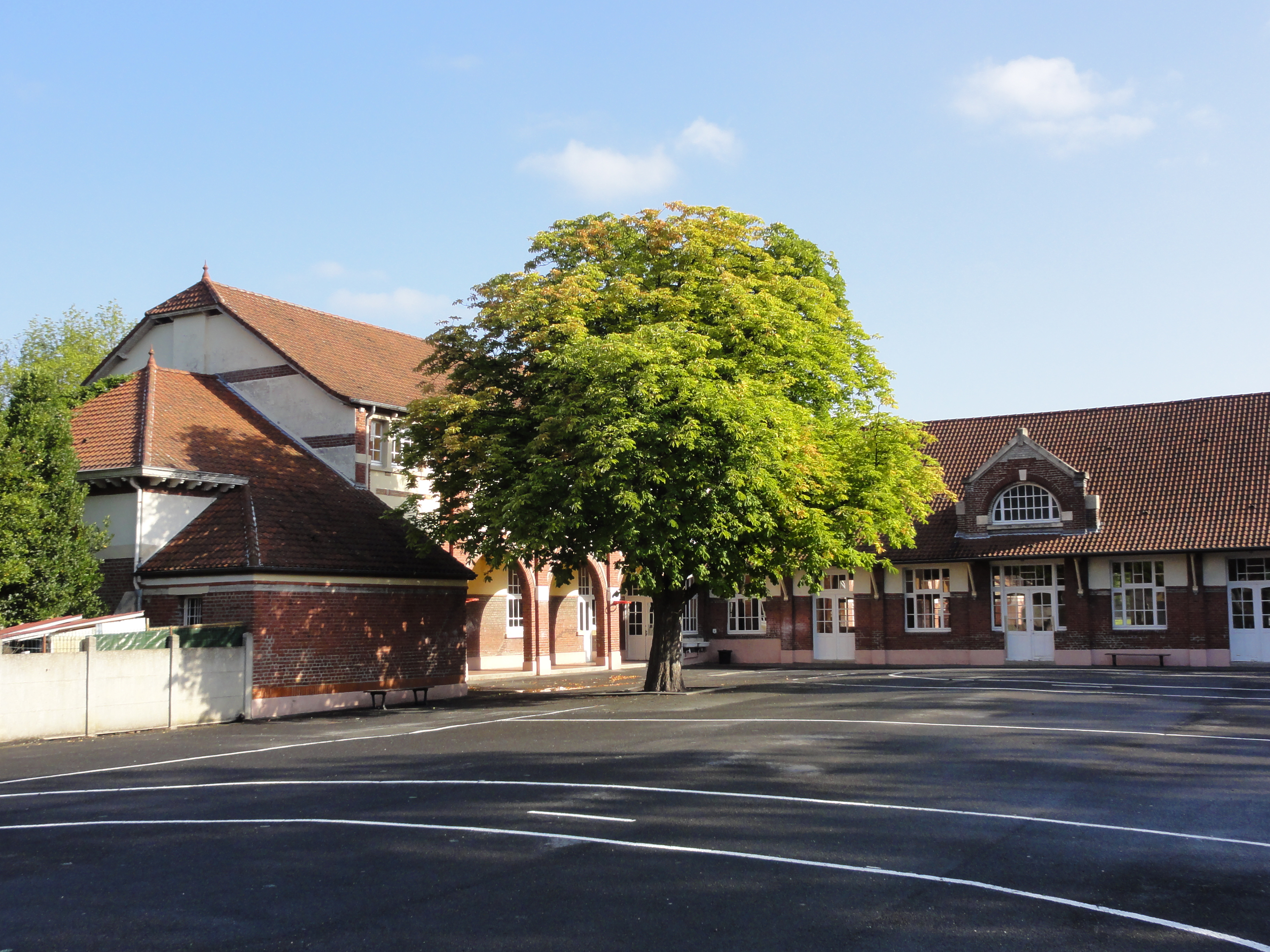
Les écoles.

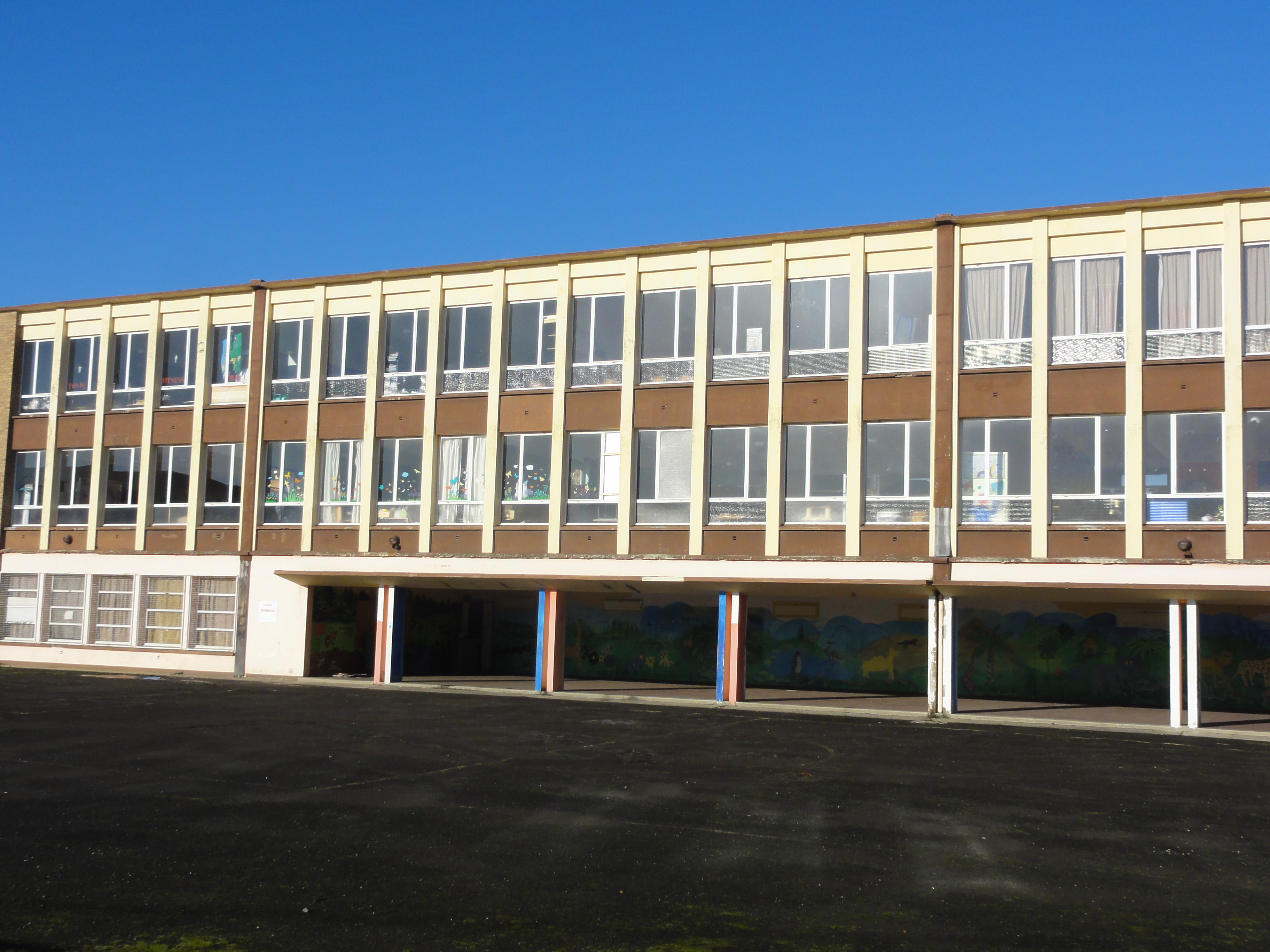
Les écoles modernes.

50° 22′ 21″ N, 3° 11′ 14″ E
50° 22′ 50″ N, 3° 10′ 39″ E
Des écoles ont été bâties près de l'église, à Montigny-en-Ostrevent, par la Compagnie d'Aniche, et dans leur architecture traditionnelle. Après la Nationalisation, des écoles sont bâties à Lallaing dans un style moderne pour l'époque, au milieu des camus hauts et des camus bas.